# Dyersville
Dyersville ist eine Kleinstadt im Dubuque und zu einem kleineren Teil im Delaware County im Osten des US-amerikanischen Bundesstaates Iowa. Das U.S. Census Bureau hat bei der Volkszählung 2020 eine Einwohnerzahl von 4.477 ermittelt.

## Geografie

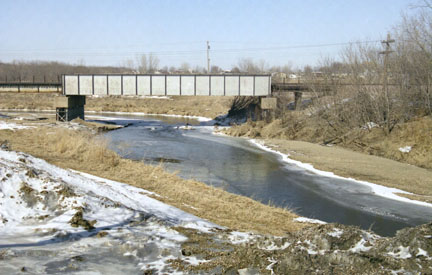
North Fork Maquoketa River in Dyersville

Dyersville liegt am nördlichen Maquoketa River (North Fork Maquoketa River), einem Nebenfluss des Mississippi, der die Grenze zu Illinois bildet.
Die Stadt liegt auf 42°28′53″ nördlicher Breite und 91°07′15″ westlicher Länge und erstreckt sich über 11,9 km². Nachbarorte sind New Vienna (8,6 km nördlich), Farley (12 km südöstlich), Worthington (11,2 km südlich), Earlville (13,6 km westlich) und Petersburg (14,9 km nordwestlich).

Die nächstgelegenen größeren Städte sind Dubuque (44,7 km östlich an der Schnittstelle der Bundesstaaten Iowa, Illinois und Wisconsin), die Quad Cities (151 km südsüdöstlich), Cedar Rapids (91,2 km südwestlich) und Waterloo (105 km westlich).

## Verkehr
Südliche Umgehungsstraße von Dyersville ist der zum Freeway ausgebaute U.S. Highway 20, der die kürzeste Verbindung von Dubuque nach Waterloo bildet. Auf Höhe des Stadtzentrums kreuzt der Iowa Highway 136.
In Ost-West-Richtung führt eine Eisenbahnstrecke der Canadian National Railway von Chicago über Dubuque nach Westen durch Dyersville.
Die nächstgelegene Flugplätze sind der 49,7 km südöstlich gelegene Dubuque Regional Airport und der 36,1 km südwestlich gelegene Monticello Regional Airport.

## Geschichte
Im Jahr 1846 kamen zehn Familien aus Bayern als erste weiße Siedler in die Gegend. Zwei Jahre später kam der gebürtige Engländer James Dyer, unter dessen Führung die weitere Besiedlung voranging, sodass die bayerischen Familien und die Neusiedler 1949 eine Stadt gründeten und Dyersville nannten.
1888 wurde die katholische Kirche St. Franz Xaver errichtet und aus Spendenmitteln finanziert. 1956 wurde sie von Papst Pius XII. zur Basilica minor erhoben.
Im Jahr 1945 begann Fred Ertl mit dem Bau von Modellen von Landmaschinen. Aus dem ursprünglichen Hobby entwickelte sich ein Familienbetrieb, die heutige Ertl Company.

## Söhne und Töchter
- Rudolph Aloysius Gerken (1887–1943), Erzbischof von Santa Fe
- Clarence Morley (1869–1948), Politiker